# Caracara cu capul galben
Caracara cu capul galben (Milvago chimachima) este o pasăre răpitoare din familia Falconidae. Se găsește în America de Sud tropicală și subtropicală și în partea de sud a Americii Centrale. Spre deosebire de șoimii din aceeași familie, caracara nu este o pasare răpitoare rapidă, ci este destul de lentă și adesea se hrănește cu leșuri.

## Taxonomie
Când Louis Jean Pierre Vieillot a descris pentru prima dată caracara cu capul galben în 1816, ia dat numele științific Polyborus chimachima, plasând-o în același gen cu restul caracarelor. În 1824, naturalistul german Johann Baptist von Spix a creat genul Milvago pentru această specie și pentru caracara chimango.

## Descriere
Caracara cu capul galben are 41–46 cm în lungime și cântărește în medie 325 g. Ca multe alte păsări răpitoare, femela este mai mare decât masculul, cu o greutate de 310–360 g în comparație cu cea a masculilor de 280–330 g. În afară de diferența de dimensiune, nu există niciun dimorfism sexual semnificativ în această specie. Adulții au un cap oranj, cu o dungă neagră în spatele ochiului. Partea superioară a penajului este maro cu pete palide distinctive pe penele de zbor ale aripilor, iar coada este barată crem și maro.   

## Distribuția și habitat
Aceasta este o pasăre de savană, de mlaștini și de marginile pădurilor. Rezident din Costa Rica, până în Trinidad și Tobago și nordul Argentinei (provinciile Misiones, Chaco, Formosa, Corrientes și Santa Fe), se găsește de obicei la nivelul mării până la 1.800 metri (5.900 ft), și, ocazional, la 2.600 metri (8.500 ft) deasupra nivelului mediu al mării. În sudul Americii de Sud, acesta este înlocuită de o rudă apropiată, caracara chimango, a cărei teritoriu se suprapune cu cel al caracarului cu capul galben în sudul Braziliei, nordul Argentinei, Paraguay și Uruguay. 

## Comportament și ecologie
Caracara cu capul galben este omnivoră și mânca reptile, amfibieni, mamifere și alte animale mici, precum și carouri. Uneori se hrănește cu căpușe de la bovine, de asemenea, s-a observat căutarea de nevertebrate mici în blănuri de leneși triunghiulari maronii și capibare. În plus, cel puțin păsările mai tinere îndrăgesc anumite fructe, cum ar fi cele ale palmierului de ulei (Elaeis guineensis) și pequi (Caryocar brasiliense). Depune între cinci și șapte ouă marcate maro într-un cuib de copac.
Caracara cu capul galben a beneficiat în urma defrișării pădurilor pentru ferme de vite. Statutul său în Trinidad s-a schimbat de la rar întâlnită la destul de comună, și a fost întâlnită pentru prima dată în Tobago în 1987. Se adaptează ușor la zonele urbane și, împreună cu specii cum ar fi vulturul negru american (Coragyps atratus), se numără printre cele mai frecvent observate păsări răpitoare în orașele din America Latină. În consecință, această specie a primit un nivel de risc de categoria risc scăzut în lista roșie a IUCN. În orașul Panama, de exemplu, ca rezultat al extinderii urbane sporite, perechile de caracara cu capul galben sunt văzute frecvent de-a lungul acoperișurilor din cartierele suburbane. 

## Galerie

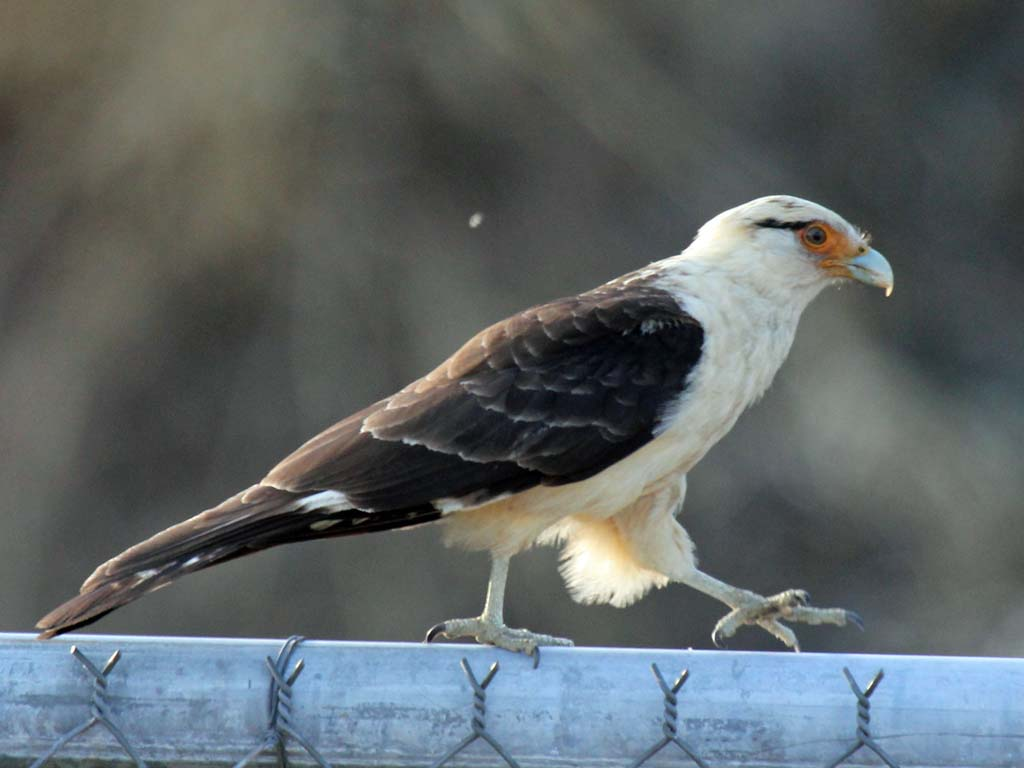
Adult în Panama
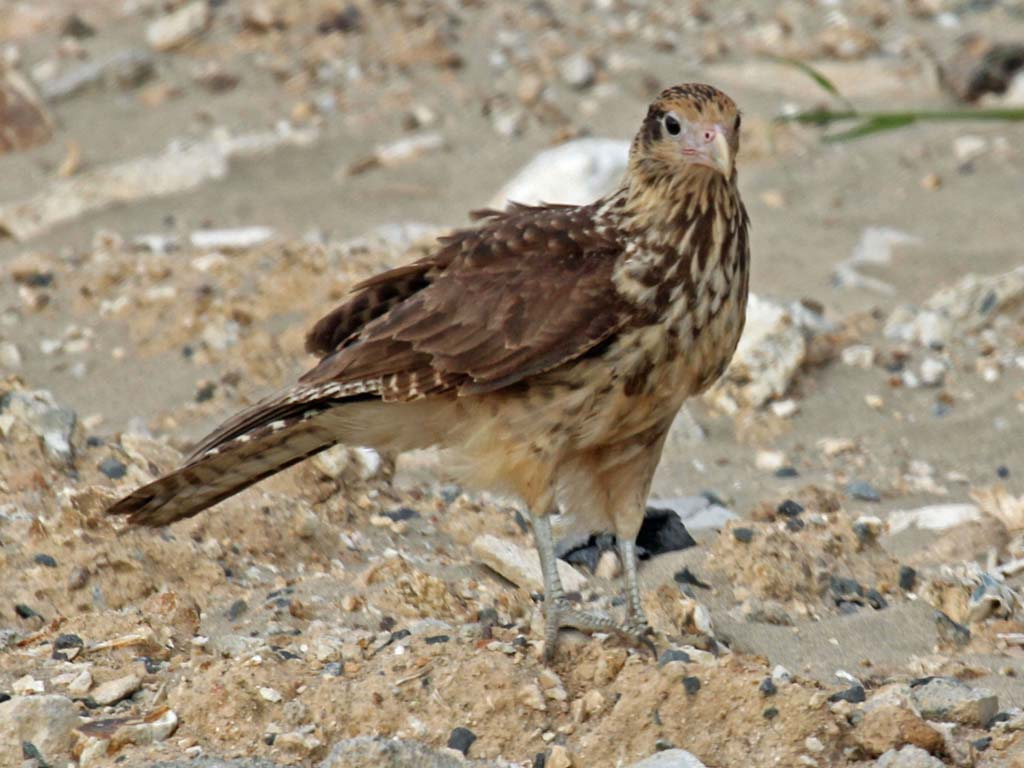
Exemplar tânăr, Panama
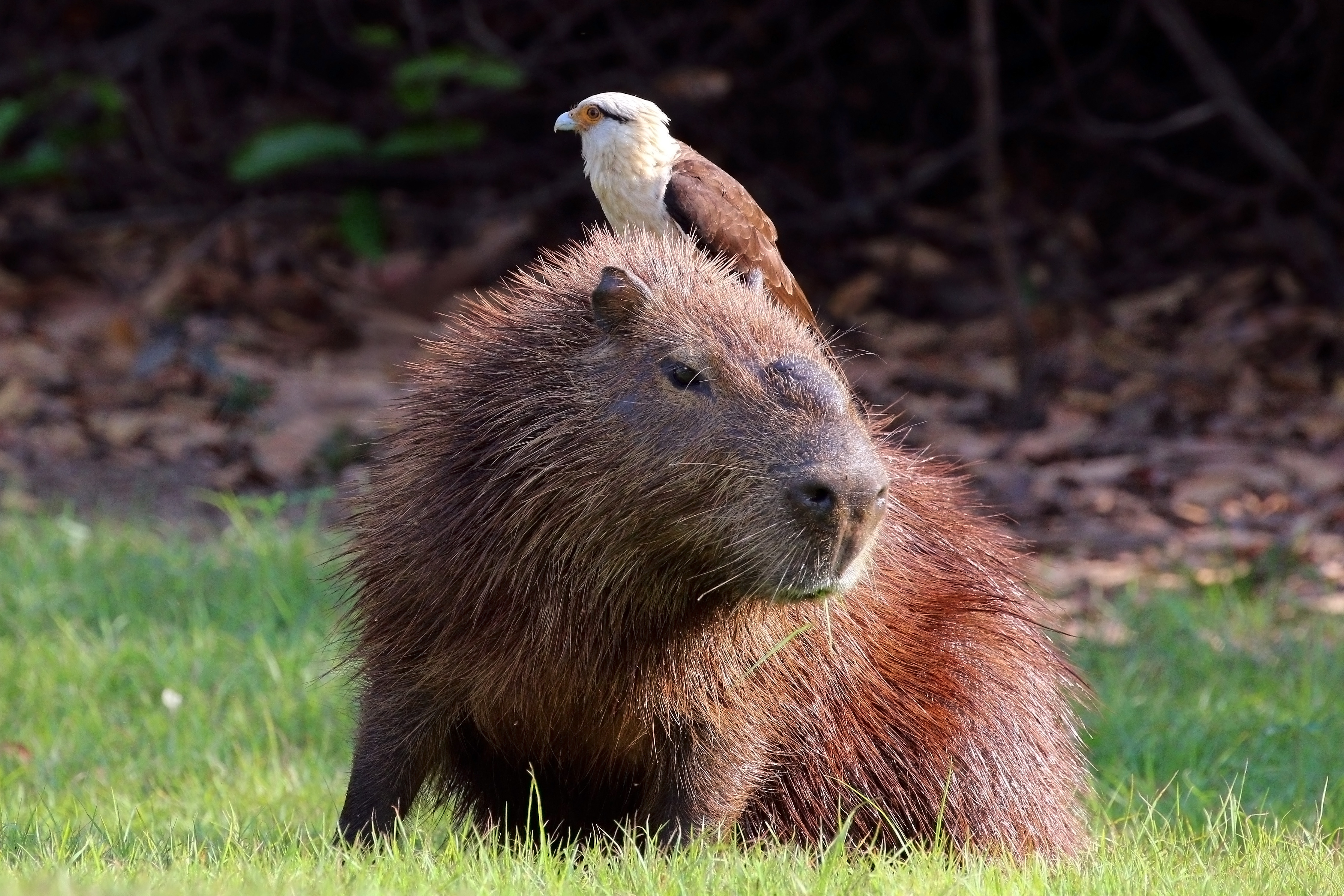
Adult pe o capibara (Hydrochoerus hydrochaeris), Pantanal, Brazilia